# Mother Father Brother Sister
Mother Father Brother Sister és l'àlbum de debut de la cantant japonesa Misia, editat el 24 de juny de 1998. Va debutar en la tercera posoció a la llista setmanal d'àlbums amb 330.660 còpies venudes. L'àlbum es va mantenir en el top 3 les dues següents setmanes, i a la quarta setmana es va col·locar en la primera posició de la llista amb 277.990 còpies venudes. L'àlbum va mantenir-se en el top 5 durant 11 setmanes consecutives i va arribar a vendre, només al Japó, més de 2,58 milions de còpies. Va guantar el premi al millor àlbum en la 40a Japan Record Award.
A més de ser l'àlbum més venut de Misia, Mother Father Brother Sister és també el setè millor àlbum debut més venut i el 37è àlbum més venut de tots els temps al Japó.

## Llista de cançons
| Núm. | Títol | Durada |
| ---- | --- | ------ |
| 1.   | «Never Gonna Cry! Strings Overture»                                                                               | 0:53   |
| 2.   | «K.I.T» | 4:22   |
| 3.   | «Koisuru Kisetsu» (恋する季節 , "Loving Season")                                                                  | 5:42   |
| 4.   | «I'm Over Here (Kizuite)» (I'm over here ～気づいて～ , "I'm Over Here (Realize)")                                | 5:05   |
| 5.   | «Interlude #1» | 0:57   |
| 6.   | «Tell Me» | 5:05   |
| 7.   | «Kiss-shite Dakishimete» (キスして抱きしめて Kisushite Dakishimete, "Kiss and Hold Me")                           | 5:08   |
| 8.   | «Cry» | 5:43   |
| 9.   | «Interlude #2» | 0:41   |
| 10.  | «Chiisana Koi» (小さな恋 , "A Little Love")                                                                       | 5:34   |
| 11.  | «Hi no Ataru Basho» (陽のあたる場所 , "A Place in the Sun")                                                       | 5:15   |
| 12.  | «Hoshi no Furu Oka» (星の降る丘 , "A Starry Hill")                                                                | 5:43   |
| 13.  | «Tsutsumikomu You ni... (Dave "EQ3" Dub Mix)» (つつみ込むように… (DAVE“EQ3”DUB MIX) , "Like Being Wrapped Up...") | 5:48   |
| 14.  | «Never Gonna Cry!»                                                                                                | 6:10   |
| 15.  | «Never Gonna Cry! (Junior Vasquez Remix Radio Edition)» (Secret Track)                                            | 6:00   |

## Llistes

### Llista de vendesOricon
| Llançament    | Llista                             | Posició            | Vendes debut | Vendes totals | Duració     |
| ------------- | ---------------------------------- | ------------------ | ------------ | ------------- | ----------- |
| June 24, 1998 | Llista diària Oricon de senzills   | 1                  |              | 2.580.150     | 77 setmanes |
| June 24, 1998 | Llista setmanal Oricon de senzills | 1                  | 331.660      | 2.580.150     | 77 setmanes |
| June 24, 1998 | Llista mensual Oricon de senzills  | 2                  |              | 2.580.150     | 77 setmanes |
| June 24, 1998 | Llista anual Oricon de senzills    | 8 (1998) 82 (1999) |              | 2.580.150     | 77 setmanes |